# Civilförsvarets grader i Norge
Civilförsvarets grader i Norge visar den hierarkiska ordningen i den norska civilförsvarsorganisationen Sivilforsvaret.
| Sjef for Sivilforsvarets avdeling i DSB | Distriktssjef | Tjänstemän      | Sivilforsvars- inspektør, Avdelingsleder ved SF-distrikt | Sivilforsvars- inspektør 2 | Sivilforsvars- adjutant 1 | Sivilforsvars- adjutant | Sivilforsvars- betjent |                          |          |                |
| Sjef for Sivilforsvarets avdeling i DSB | Distriktssjef | Tjänstepliktiga |                                                          |                            |                           | FIG-leder               | Nestleder (NK)         | Materiall- ansvarlig FIG | Lagfører | Nest- lagfører |

- FIG = Fredsinnsatsgruppe